# Antoine Bouzonnet-Stella
Antoine Bouzonnet-Stella est un graveur et peintre français né à Lyon le 25 novembre 1637 et mort à Paris le 9 mai 1682. Il est le neveu de Jacques Stella.

## Biographie
Antoine Bouzonnet dit Antoine Bouzonnet-Stella est le fils d'Étienne Bouzonnet, orfèvre à Lyon, et de la peintre Madeleine Stella, sœur de Jacques Stella, artiste-peintre. Il aura un frère et trois sœurs : Claudine (1636-1697), Françoise (1638-1692), Antoinette (1641-1676) et Sébastien (1644-1662). Son oncle Jacques qui ne se mariera pas, constituera avec sa sœur Madeleine et son beau-frère Étienne Bouzonnet un véritable atelier familial dans son logement du Louvre. Toute la fratrie sera initiée par leur oncle à la peinture et à la gravure, et chacun accolera le nom de Stella au sien.
Après la mort de son oncle, Antoine se rend à Rome en 1658 pour continuer ses études. Il y est reçu par Nicolas Poussin, ami de son oncle, et réalise un grand nombre de dessins par l'entremise de Giovanni Pietro Bellori. IL se rend ensuite à Venise puis à Mantoue où il copie de nombreuses œuvres que Jules Romain a réalisées dans le Palais du Te. De tous ses ouvrages, sa sœur cadette Antoinette grave à l'eau forte 25 planches représentant la marche d'une armée romaine qu'il avait exécutée d'après une frise en stuc d'une des chambres du palais. Il rentre ensuite à Paris en juillet 1664 et devient le 27 mars 1666 membre de l’Académie royale de peinture et de sculpture, avec, pour morceau de réception, un tableau représentant Les Jeux Pythiens qui se trouve actuellement à l'École nationale supérieure des beaux-arts de Paris.
Il travaille pour un gentilhomme demeurant en Bretagne pour lequel il peint un tableau représentant Romulus et Rémus allaités par une louve et trouvés par des bergers. Cette œuvre a été aussi gravée à l'eau forte par sa sœur Antoinette. Il se consacre ensuite essentiellement à la réalisation d'œuvres religieuses pour diverses églises se trouvant dans les villes suivantes dont : Beauvais : Baptême de Jésus, Langres : Martyre de saint Barthélemy, Nantes : Adoration des rois, Châlons-en-Champagne : Mort de saint Joseph, Angers : Mise au tombeau.
Les Chartreux de Bourgfontaine près de Villers-Cotterêts, commandent à Antoine Bouzonnet-Stella et à Claude Audran II un cycle de douze tableaux représentant le vie de saint Bruno. Dès le début de l'ouvrage les deux peintres tombent malade et ne réaliseront qu'une partie de la commande (Claude Audran II produira saint Bruno incitant ses amis à embrasser la vie monastique). Le reste de l'ouvrage sera terminé par Louis Licherie qui fera huit tableaux.  
En 1680 il est élu professeur à l'Académie de peinture mais n'enseignera peu de temps car il meurt le 9 mai 1682.

## Œuvres

### Peintures
- Les Jeux Pythiens, huile sur toile (145 × 170 cm), école nationale supérieure des beaux-arts[3]
- La Mise au tombeau : ce tableau, huile sur toile (357 × 265 cm) se trouve actuellement au musée des Beaux-Arts d'Angers[4]. Une esquisse, huile sur toile (47 × 36,6 cm), se trouve au musée des Beaux-Arts de Rennes[5].
- Vocation de Jacques et Jean, fils de Zébédée, cathédrale Saint-Louis de Blois[6]
- Retable du maître-autel de l'église Saint-Martin à Mézerolles comportant trois tableaux : au centre L'Annonciation, à droite Saint Bernard donnant la communion au duc Guillaume d'Aquitaine et à gauche Apparition du Christ à sainte Lutgarde. Cet ensemble[7] est attribué à Antoine Bouzonnet-Stella par Sylvain Kerspern[8]

Peintures d'Antoine Bouzonnet-Stella
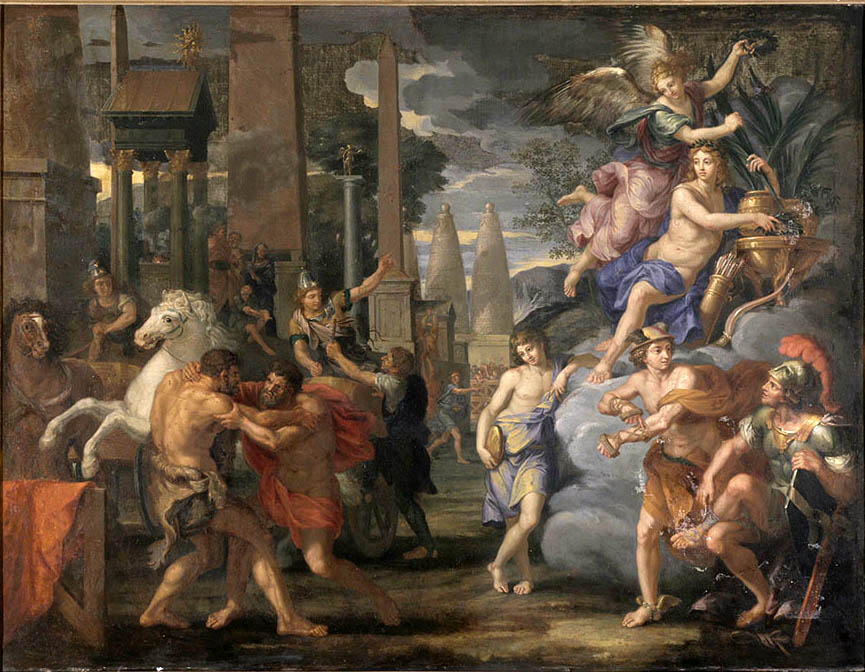
Les Jeux Pythiens, École nationale supérieure des beaux-arts
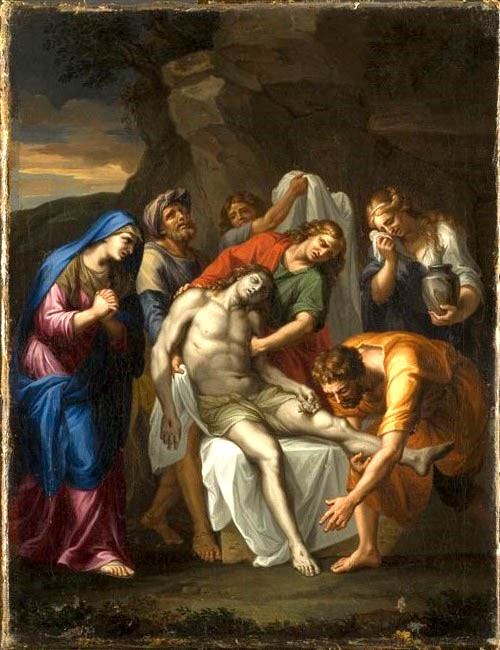
La Mise au tombeau, musée des Beaux-Arts de Rennes

### Dessins et gravures
- Homme debout penché sur la gauche,dessin à la Pierre noire rehaussée de craie sur papier beige (59,2 × 39,7 cm)[9].
- Le Baptême du Christ, dessin à la pierre noire, plume et lavis d'encre brune avec rehauts de blanc[10], attribué non pas à Jacques Stella mais à Antoine Bouzonnet-Stella par Sylvain Kerspern[11]
- La Cène,  dessin à la plume à l'encre brune et lavis gris avec rehauts de blanc (25 × 35,5 cm)[12].
- Martyre de saint Pierre dominicain, dessin à la plume et lavis (18,6 × 13 cm)[13].
- Saint Pie V, plume et encre noire, lavis et rehauts blancs, (31,5 × 22 cm), collection particulière[14]
- Jésus et la Samaritaine, dessin à la plume à l'encre brune (39 × 53,3 cm) anciennement attribué à Bouzonnet-Stella serait en fait de Louis Chéron[15]
- Les Jeux Pythiens, pierre noire et lavis gris, (49,9 × 35,7 cm)[16]
- Jésus guérissant la belle mère de saint Pierre, encre brune et lavis gris, (26,3 × 17,3 cm)[17]
- Moïse frappant le rocher, estampe (53,6 × 78 cm)[18]
- Études : trois têtes et mains, sanguine (21,4 × 28,3 cm)[19]

Dessins d'Antoine Bouzonnet-Stella
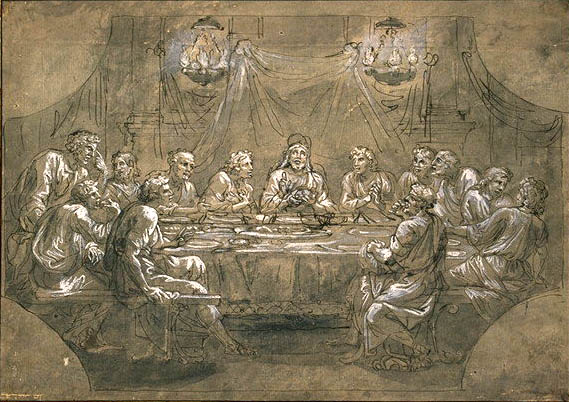
La Cène, Musée du Louvre
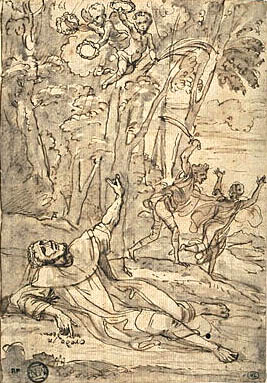
Martyre de saint Pierre dominicain, Musée du Louvre